# مايك جاكوبس
مايك جاكوبس (بالإنجليزية: Mike Jacobs)‏ هو سياسي أمريكي، ولد في 25 يونيو 1960 في مولين في الولايات المتحدة. حزبياً، نشط في الحزب الديمقراطي.